# کنزو ۵۵۲۶
سیارک ۵۵۲۶ (به انگلیسی: 5526 Kenzo، نامگذاری:1991UP1) پنج هزار و پانصد و بیست و ششمین سیارک کشف شده‌است که در ۱۸ اکتبر ۱۹۹۱ کشف شد.
قدر مطلق سیارک برابر ۱۲٫۳۰ است.